# Al-Hadaf
Al-Hadaf (جلة ; La Cible) est un journal palestinien, fondé par Ghassan Kanafani à Beyrouth en 1969.
Il s'agit du journal du Front populaire de libération de la Palestine. Le journal adopte une ligne éditoriale marxiste-léniniste et nationaliste arabe. En 1972, Kanafani est tuée par une voiture piégé mais cela n'empécha pas la publication de Al-Hadaf.